# Ljudmila Samotjosova
Ljudmila Ivanovna Ignatjeva-Samotjosova (rusko Людмила Ивановна Игнатьева-Самотёсова), ruska atletinja, * 26. oktober 1939, Leningrad, Sovjetska zveza.
Nastopila je na olimpijskih igrah v letih 1960, 1964 in 1968, ko je osvojila bronasto medaljo v štafeti 4×100 m, ob tem je v isti disciplini dosegla še četrto mesto in peto v teku na 200 m. Na evropskem prvenstvu leta 1966 je osvojila bronasto medaljo v štafeti 4×100 m, na evropskih dvoranskih prvenstvih pa naslova prvakinje v štafetah 4x195 m in 4x200 m ter srebrno medaljo v mešani štafeti. Dvakrat je leta 1968 s sovjetsko štafeto postavila svetovni rekord v štafeti 4 x 100 m, 15. avgusta 1968 je izenačila svetovni rekord v teku na 100 m s časom 11,1 s.